# Hesbaye-i Ermengarde
Ermengarde vagy Irmengarde de Hesbaye (kb. 778–818) Ingerman hesbaniai gróf és Bajor Hedvig lánya volt.
Apai nagyapja, Gunderland volt, akinek szülei Sigrand és Austrasiai Landrade voltak. Az utóbbinak pedig állítólag Martell Károly és Chrotrud vagy Swanachild voltak a szülei.
Ermengarde 794/795-ben házasodott össze I. Jámbor Lajos „német-római császárral”, aquitániai, itáliai és frank királlyal. Hat gyermekük született:
- I. Lothár római császár, 795-ben Altdorfban, Bajorországban.
- I. Pipin aquitániai király, 797-ben
- Adelaide, kb. 799-ben. Talán Erős Róbert felesége, Párizsi Odo és I. Róbert nyugati frank király anyja.
- Rotrude, 800-ban.
- Hildegard/Matilda, kb. 802-ben. Gerard auvergne-i gróf felesége, talán I. Ranulf poitiers-i gróf anyja.
- II. Lajos keleti frank király, kb. 805-ben.

Angers-ben, Franciaországban halt meg 818. október 3-án. Lajos feleségül vette Welf Judithot, akitől pár évvel később megszületett Károly nevű fia, aki II. (Kopasz) Károly néven vonult be a történelembe.